# Grandmasters Association
La Grandmasters Association, més coneguda amb l'acrònim GMA era una associació de jugadors d'escacs professionals ja desapareguda, que tenia la seva seu a Brussel·les. Fou fundada el 1986 per Garri Kaspàrov amb el suport de Bessel Kok.

## Creació
La GMA va veure la llum el dia en què Kaspàrov, molest pel fet que el candidat a qui ell donava suport per a la presidència de la FIDE, Lincoln Lucena, va ser derrotat a les eleccions de Dubai el 1986; en Kaspàrov protestava en concret pel fet que la FIDE donava massa pes en les votacions a les federacions petites.
La primera junta directiva va estar integrada pel neerlandès Jan Timman, el iugoslau Ljubomir Ljubojević, l'hongarès Lajos Portisch, el britànic John Nunn, el nord-americà Yasser Seirawan i els russos Anatoli Kàrpov i Garri Kaspàrov.

## Activitats
La GMA va organitzar una "Copa del Món d'escacs", que es componia de diversos torneigs de prestigi, entre els anys 1988 i 1989. En l'organització d'aquest cicle de torneig, hi participà com a director executiu de la GMA el GM Lubomir Kavalek. La segona copa del món, el 1991, va ser cancel·lada després que s'hagués celebrat un únic torneig.
Les dissensions internes pel que fa a la posició que s'havia de mantenir vers la FIDE culminaren el 1990 a Múrcia i provocaren la sortida de Kaspàrov.
L'anunci de la creació de la Professional Chess Association el 1993 per Garri Kaspàrov i Nigel Short va fer que finalment la GMA es dissolgués.